# Бобка (куче)
Пожарникарското куче на име Дружок (на български: Приятелче), с прякор Бобка, е легендарно куче, живяло в противопожарната служба на град Кострома, намираща се на площад, наречен на името на легендарния руски герой Иван Сусанин, бивш Екатеринославски.
Кучето Бобка се смята за редовен член на огнената команда поради това, че редовно участва в нейните спасителни акции. Спасява от огъня хора и вещи. Местният писател Леонид Колгушкин написва разказ за неговите подвизи. Живеещите в града и гостите му правят малки парични дарения за нуждите на местните бездомничета в център за подпомагане на животни. През 2009 г. на градския площад е издигнат малък бронзов паметник на Бобка, до който има касичка за дарения с форма на футболна топка. Като градсака легенда е разспространено популярно поверие, че ако седнете на гърба на Бобка и го погалите, кучето герой със сигурност ще донесе щастие и късмет.
Костромският писател Владимир Шамов написва трогателна фантастична история за Бобка „Все пак ще дойда да те спася“, чийто завършек звучи така:
| „ | Обади ми се и аз ще ти спася живота. Ще се втурна към смъртта и нищо не може да ме спре. Ако ми се обадиш. | “ |

Сградата на костромската противопожарна служба е превърната в музей, а никога неремонтираната кула през 2005 г. е прехвърлена в него.
Някои твърдения отнасят живота на кучето във времето на XIX век. Известният костромски поет Владимир Леонович дълги години убеждава местните власти да увековечат четириногия герой. Създадената бронзова кучешка фигура, тежаща 150 кг, станала един от символите на града, е дело на скултура Александър Ерьомин.
Пожарникарското куче на име Дружок загива под колелата на противопожарния автомобил. По други сведения умира в акция по време на изпълнение на служебните си задължения. 